# Maximum Overload
Maximum Overload är det brittiska power metal-bandet Dragonforces sjätte studioalbum, utgivet i augusti 2014 på earMUSIC i Europa, Metal Blade Records i USA och Warner Music i Japan. Därutöver gavs albumet ut i ett flertal limiterade utgåvor med bonusmaterial.
Matt Heafy (Trivium) bidrog med gästsång. En musikvideo spelades in till "The Game".

## Låtlista
1. "The Game" – 4:56
2. "Tomorrow's Kings" – 4:13
3. "No More" – 3:50
4. "Three Hammers" – 5:50
5. "Symphony of the Night" – 5:19
6. "The Sun Is Dead" – 6:34
7. "Defenders" – 5:45
8. "Extraction Zone" – 5:06
9. "City of Gold" – 4:43
10. "Ring of Fire" (Johnny Cash-cover) – 3:15

Bonusspår på de europeiska och japanska specialutgåvorna
1. "Power and Glory" – 5:06
2. "You're Not Alone" – 4:38
3. "Chemical Interference" – 5:12
4. "Fight to Be Free" – 4:45
5. "Galactic Astro Domination" (instrumental) – 1:32

Bonusspår på den japanska specialutgåvan
1. "Summer's End" – 5:22

## Medverkande
Musiker
- Marc Hudson – sång
- Herman Li – gitarr, bakgrundssång
- Sam Totman – gitarr, bakgrundssång
- Frédéric Leclercq – basgitarr, gitarr, bakgrundssång
- Vadim Pruzhanov – keyboard, bakgrundssång

Bidragande musiker
- Matt Heafy – sång
- Dave Mackintosh – trummor
- Emily Alice Ovenden – bakgrundssång
- Mattias Frändå – programmering
- Ronny Milianowicz – körsång
- Ulf Beijstam – körsång
- Clive Nolan – bakgrundssång

Produktion
- Jens Bogren – producent, mixning
- Johan Örnborg – inspelningstekniker
- Linus Corneliusson – inspelningstekniker, mixning
- Damien Rainaud – produktion, mixning, mastering
- Tony Lindgren – mastering
- Svante Forsbäck – mastering
- Caio Caldas – albumkonst, design
- Scott Chalmers – foto

## Inspelningsinformation
Inspelningsstudior:
- Fascination Street Studios, Örebro, Sverige
- Lamerluser Studios, London, Storbritannien
- Dark Lane Studios, Witney, Storbritannien
- Evil1 Studios, Charleville-Mézières, Frankrike
- Shredforce One Studios, Los Angeles, USA